# Robert Capa

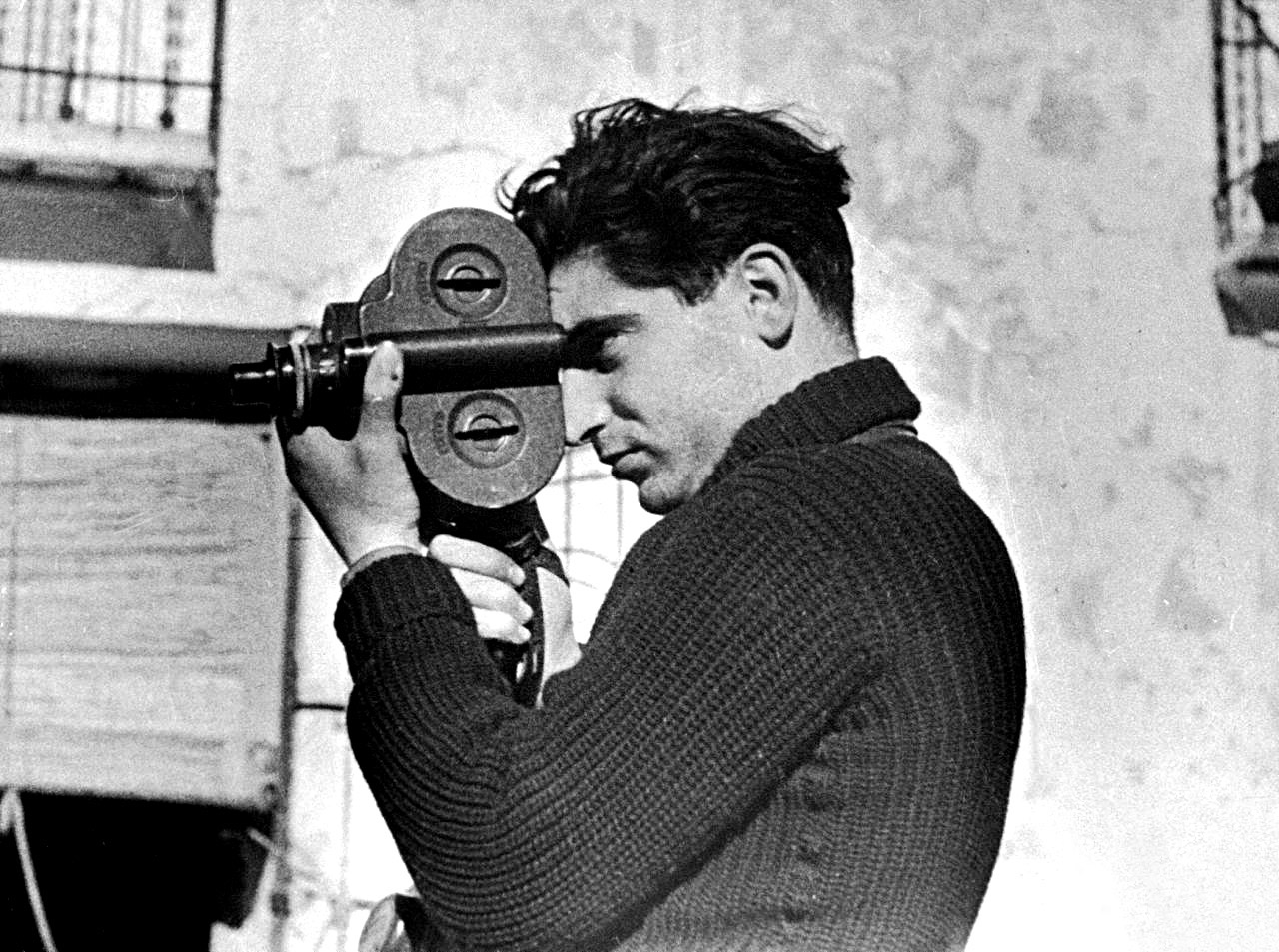
Robert Capa under spanska inbördeskriget. Foto av Gerda Taro 1937.

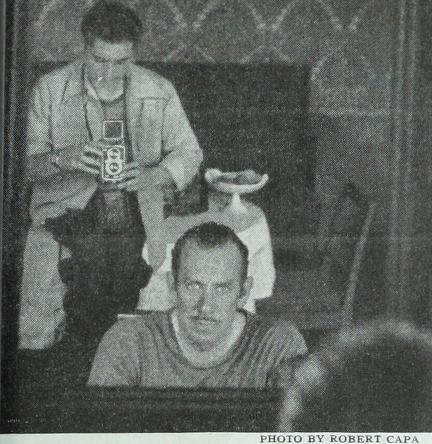
Robert Capa och författaren John Steinbeck, 1948.

Robert Capa, ursprungligen Endre Ernő Friedmann, född 22 oktober 1913 i Budapest i Österrike-Ungern (nuvarande Ungern), död 25 maj 1954 i Thai Binh i Franska Indokina (nuvarande Vietnam), var en ungersk-amerikansk krigsfotograf. Capa bevakade och dokumenterade flera olika krig, som alla är historiska händelser; det spanska inbördeskriget, Japans invasion av Kina och stora delar av det andra världskriget. Han är även känd för att 1947 ha varit med och grundat Magnum Photos tillsammans med Henri Cartier-Bresson, David Seymour och Georges Rodger. Capa var byråns president fram till sin död.

## Liv och karriär
Capa började fotografera 1930. Till en början arbetade han åt Ullstein-Verlag och bildbyrån Dephot. Under 1936–37 tog han sig runt i Spanien och fotograferade vad det spanska inbördeskriget förde med sig för civilbefolkningen. Där skapade han sitt mest kända verk, Loyalist Militiaman at the Moment of Death, och där avled också hans kollega och livskamrat, Gerda Taro, i en stridsvagnskrock år 1937. För bilderna därifrån blev han 1938 kallad för "The Greatest War Photographer in the World" (ungefär "Världens bästa krigsfotograf") av brittiska Picture Post. Under andra världskriget reste han med den amerikanska armén, och fotograferade åt Life, Illustrated och Collier's. Han hade dock inledningsvis mycket svårt att få tillstånd att åka från USA till Europa för att arbeta som krigsfotograf på grund av att han var medborgare i Ungern, som var allierat med, och senare ockuperat av Nazityskland. Några av hans mest kända bilder togs den 6 juni 1944, Dagen-D, då han landsattes vid Normandies kust, tillsammans med den andra vågen av amerikanska soldater.
Efter en kort tids vila efter andra världskriget reste han - på uppdrag av tidningen Life Magazine - till Sydostasien där de franska trupperna hade slagits i åtta år i det första Indokina-kriget. Den 25 maj 1954 följde Capa med ett franskt regemente. Klockan 14:55 tog de sig igenom ett farligt område i djup skog. Capa trampade på en landmina som exploderade varefter han avled.
Robert Capa var äldre bror till fotografen Cornell Capa. Han hade under ett par år ett hemligt förhållande med Ingrid Bergman som inleddes 1945 när de träffades i Paris.

## Utställningar
Hösten 2007 visade Nobelmuseet i Stockholm utställningen Robert Capa - bilder av krig och fred.